# Paranthura bunakenensis
Paranthura bunakenensis är en kräftdjursart som beskrevs av Negoescu 1997. Paranthura bunakenensis ingår i släktet Paranthura och familjen Paranthuridae. Inga underarter finns listade i Catalogue of Life.